# France Cukjati
France Cukjati (Šentgotard (bij Trojane), 15 februari 1943) is een Sloveens theoloog, arts en politicus van de Sloveense Democratische Partij. Van 22 oktober 2004 tot aan de verkiezingen in 2008 was hij voorzitter van het Sloveens parlement, de Državni Zbor.  
In 1964 trad Cukjati toe tot de jezuïeten. In deze orde beëindigde hij zijn studie filosofie in Zagreb, waarna hij in Frankfurt afstudeerde als theoloog. Teruggekeerd zijnde in Slovenië werd hij kapelaan in Pobrežje (Maribor) en in Borovnica. Als kapelaan begon hij aan een studie medicijnen in Ljubljana. In 1978 beëindigde hij deze studie en verliet de geestelijkheid. 
In 1991 werd France Cukjati directeur van de ambulante ziekenhulp in Vrhnika, drie jaar later verkreeg hij vergunning voor een artsenpraktijk. In 1998 werd hij gekozen als raadslid op de lijst van de SDS. Ten tijde van de korte kabinetsperiode van premier Andrej Bajuk in 2000 was Cukjati staatssecretaris van gezondheid. Uit deze tijd stamt tevens het begin van zijn politieke loopbaan. In 2000 voor het eerst namens de SDS gekozen tot parlementslid, nam hij twee jaar later de functie van fractievoorzitter over. 
In de openbaarheid baarde hij opzien met zijn buitengewoon conservatieve standpunten inzake kunstmatige bevruchting en gelijkgeslachtelijke relatievormen. Hij geldt sinds de jaren 1990 als een voorvechter van particuliere gezondheidszorgverleners.

## Uitspraken
"Ook het fascisme en nazisme hebben veel goeds gedaan, echter alleen voor degenen, die aan de goede kant stonden..." (Franc Cukjati in het parlementaire debat over het totalitarisme, mei 2002)
- Library of Congress Control Number: no2018157366
- Virtual International Authority File: 16154381054930292422
- WorldCat: E39PBJwXdcMcW6PWtPygdgdhHC